# Орцханов, Хизир Идиг-Хаджиевич
Хизир Идиг-Хаджиевич (Идигович) Орцханов (ингуш. Орцханаькъан Идиг-Хьажий Хизар; 1896, Даттых, Ингушетия — 1981, Грозный) — российский и советский военный деятель, участник Первой мировой, Гражданской и Великой Отечественной войн, полный Георгиевский кавалер, кавалер Ордена Красного Знамени.

## Биография
Представитель ингушского тайпа кокурхой. Окончил Чохатурское высшее начальное училище. После начала Первой мировой войны добровольно вступил в Кавказскую туземную дивизию. В 1916 году окончил школу прапорщиков в Телави. Осенью 1917 года ему был присвоен чин корнета. Примерно тогда же в составе дивизии вернулся в Ингушетию.
В ноябре 1917 года из остатков «Дикой дивизии» Орцханов создал революционный кавалерийский отряд численностью 500 сабель. В августе 1918 года отряд под командованием Орцханова отбил попытку бичераховцев захватить здание кадетского корпуса во Владикавказе, где проходил IV съезд народов Терека. Зимой 1918—1919 года командовал вооружёнными силами Ингушетии. В одно время ингушский отряд Хизира Орцханова, боровшийся против деникинцев, входил в состав вооружённых сил Северо-Кавказского эмирата, а сам командир его, Х. Орцханов, был назначен эмиром Узун-Хаджи «главнокомандующим мусульманскими войсками Северного Кавказа».
После окончания Гражданской войны работал в народном хозяйстве Горской республики, Ингушской автономной области и Чечено-Ингушской АССР. Выпускник Ростовской промышленной академии 1930 года.
После начала Великой Отечественной войны руководил партизанским отрядом, созданном на случай оккупации Чечено-Ингушетии. В течение двух лет его отряд совершал рейды по оккупированным фашистами районам Северной Осетии.
В 1943 году подвергся репрессиям, был приговорён к десяти годам лагерей. В 1953 году, после окончания заключения переехал к своим родным, которые в это время находились в депортации в Казахстане. В 1960 году был полностью реабилитирован. Скончался в 1981 году в Грозном.

## Награды
- Полный Георгиевский кавалер;
- Орден Красного Знамени;
- Золотое оружие (РККА);
- Именной пистолет Маузер;
- Именные часы (дважды)[3];

## Память
Именем Орцханова названы улицы в Назрани, Малгобеке, сёлах Новый Редант, Плиево и целом ряде других населённых пунктов Ингушетии.